# Mollisia buniadis
Mollisia buniadis är en svampart som tillhör divisionen sporsäcksvampar, och som först beskrevs av J. Gremmen, och fick sitt nu gällande namn av John Axel Nannfeldt. Mollisia buniadis ingår i släktet Mollisia, och familjen Dermateaceae. Arten är reproducerande i Sverige.